# Gary Burton and the Berklee all-stars
Gary Burton and the Berklee all-stars is een studioalbum van Gary Burton. Burton was leerling en docent aan het Berklee College of Music en speelde hier met andere leerlingen/leraren. Het album is opgenomen op 28 juli 1985 in de JVC Aoyama Studio in Tokyo. Het verscheen in een serie "JVC World class music catalogue" 

## Musici
- Gary Burton – vibrafoon
- Bill Piecre – tenorsaxofoon
- Larry Monroe – altsaxofoon
- Jeff Stout – trompet, flugelhorn
- Jim Kelly – elektrische gitaar
- Orville Wright – piano
- Bruce Gertz – bas
- Tommy Campbell – slagwerk

## Muziek
| Nr. | Titel                                         | Duur |
| --- | --------------------------------------------- | ---- |
| 1.  | Fat lady (Bobby Timmons)                      | 6:44 |
| 2.  | Soulful Bill (James Williams)                 | 4:54 |
| 3.  | Firm roots (Cedar Walton)                     | 5:01 |
| 4.  | Coral (Keith Jarrett)                         | 5;25 |
| 5.  | Why’d you do it? (John Scofield)              | 5:54 |
| 6.  | Inner voyage (Greg Hopkins)                   | 7:21 |
| 7.  | First memory (Ted Pease)                      | 5;42 |
| 8.  | The blues walk (Clifford Brown)               | 4:17 |
| 9.  | Crystal silence (Chick Corea, Neville Porter) | 7:02 |